# Pavel Andreev
Pavel Vladimirovič Andreev (in russo Павел Владимирович Андреев?; Tashkent, 24 novembre 1978) è un ex multiplista uzbeko.

## Palmarès
| Anno | Manifestazione      | Sede    | Evento    | Risultato | Prestazione | Note |
| ---- | ------------------- | ------- | --------- | --------- | ----------- | ---- |
| 2002 | Campionati asiatici | Colombo | Decathlon | Argento   | 7 428 p.    |      |
| 2003 | Campionati asiatici | Manila  | Decathlon | Bronzo    | 7 487 p.    |      |
| 2004 | Giochi olimpici     | Atene   | Decathlon | dnf       | dnf         |      |
| 2005 | Campionati asiatici | Icheon  | Decathlon | Oro       | 7 744 p.    |      |
| 2007 | Campionati asiatici | Amman   | Decathlon | Bronzo    | 7 484 p.    |      |
| 2008 | Giochi olimpici     | Pechino | Decathlon | dnf       | dnf         |      |